# リン・ミンメイ
リン・ミンメイは、テレビアニメ『超時空要塞マクロス』および、関連作品に登場する架空の人物。声の出演および歌唱は飯島真理。名前の漢字表記は「鈴 明美」。アルファベット表記は「Linn Minmei」。ポスター、アルバムなどでは「Lynn Minmay」表記が多く見られる。
物語の主要な登場人物のひとり。物語の舞台となる宇宙戦艦マクロスの内部に築かれた市街地で中華料理店の看板娘からアイドルとしてデビューし、その歌は文化をもたない敵異星人ゼントラーディの心にも多大な影響を与え、戦争の行く末を左右する存在となる。主人公の一条輝が思いを寄せる相手となるが、のちに輝のなかで上官である早瀬未沙の存在が大きくなり、三角関係へと発展してゆく。
劇場版『超時空要塞マクロス 愛・おぼえていますか』では物語の最初からアイドルとして活動しており、輝との出会い方や性格描写なども異なっている。
作品世界のディーヴァ（歌姫、女神）的なキャラクターで、日本のアニメ史においても革新的な「架空のアイドルキャラクター」である。新人歌手だった飯島が劇中歌の歌手と声優を兼ね、タレントとしてのプロモーションにつなげた点は、その後のアニメと音楽のメディアミックス戦略の先駆例ともいえる。劇場版の主題歌で、ミンメイの歌唱曲という設定の「愛・おぼえていますか」はオリコンチャートのトップテンに入り、飯島は『ザ・ベストテン』などのテレビ音楽番組にも出演した。この方向性はアニメ作品中に架空の歌手を登場させるという傾向を生み、のちのバーチャルアイドルのような動きにも絡むことになる。

## 設定

### 超時空要塞マクロス
横浜中華街で中華料理店の明謝楼（ミンシャロウ）を経営する両親の一人娘。西暦1993年10月10日生まれ（井上敏樹による小説版では西暦1993年11月28日生まれと表記）。第1話時点で15歳。父は鈴宝雄（リン・パオシュン）、母は鈴しげよ。父の兄、鈴少江（リン・シャオチン）と鈴慧中（リン・フェイチュン）夫妻の息子が従兄の鈴海皇（リン・カイフン）。
元子役スターの伯母の影響で、幼少時より芸能界に憧れる。15歳のときレコード会社の歌手オーディション予選に合格するが、宇宙戦艦マクロスの進宙式を観ようと遊びに訪れていた南アタリア島で、異星人との交戦に巻き込まれる。自身を救助した一条輝とともにマクロスに乗艦し、艦内に収容された市街地に住むことになる。
性格は明るく屈託がなく、艦内で伯父の中華料理店「娘々（ニャンニャン）」を再開しようとするなど、環境に順応する積極性を持っている。しかし、自己中心的かつ八方美人な面があり、他人の感情や立場を配慮することが不得手である。このため、奥手な輝を恋愛面でも振り回すことになり、二人の思いがすれ違っていく原因となる。
しばらくは店の看板娘という以外は平凡な高校生であったが、艦内放送開局イベント、ミス・マクロスコンテストでの思わぬ優勝をきっかけに芸能界入り。瞬く間に人気アイドルとなり、レコード、コンサート、ラジオDJから映画女優まで華々しく活躍する。宇宙戦争という現実にも霞むことのない天真爛漫な魅力は、流浪のマクロス市民を励ますだけでなく、異星人ゼントラーディの兵士までも魅了し、やがて戦争終結に大きな役割を果たすこととなる。弱小ビッグスター・レコードに所属するが、艦内市民を癒すアイドルを育てるため、軍部が影で強力に支援したと噂されている。
のちに自身が主役を演じたカンフー映画「小白龍（シャオ・パイ・ロン）」で共演したカイフンに求婚される。星間戦争での最終決戦をまえに、死を覚悟した出撃前の輝に告白されるが、このときは幼いころからの憧れだったカイフンを選ぶ。この決戦において、ミンメイの歌を全面に押し立てて戦う輝の案（リン・ミンメイ作戦）が初めて採用され、人類側の勝利に大いに貢献する。
終戦後は地球各地を回り復興に尽力するが、一時期の熱狂に比べて人気は凋落し、その悲哀を味わう。公私ともにパートナーだったカイフンとも離別し、歌うことの意味に迷い失踪、楽しかった昔の記憶に縋るように輝のもとに身を寄せる。そうしてようやく輝への想いを認識するものの時すでに遅く、輝の心はすでに別の女性が占めており、戦火のなかで輝はミンメイではなく早瀬未沙を選ぶ。そしてミンメイはもういちど歌手として生きる道を選び、ひとり旅立つ。

### その他の作品

#### 超時空要塞マクロス 愛・おぼえていますか
劇場版『超時空要塞マクロス 愛・おぼえていますか』の設定では歌手になるため勘当覚悟で実家を飛び出し、マクロス進宙式典のミス・マクロスコンテストで優勝。作品冒頭からすでにトップアイドルとして活躍している。年齢は17歳に変更。従兄ではなく実兄に設定変更された辣腕マネージャーのリン・カイフンとともに強いプロ意識をもつが、しばし人気に疲れ、劇的な出会いをした一条輝との幸せに憧れる。しかしミンメイがゼントラーディに宇宙の彼方へ攫われているあいだに、地球をさまよっていた輝は早瀬未沙と絆を深め、ミンメイがマクロスに奇跡の生還を果たしたあと輝へ告白するものの失恋に終わる。そして、ゼントラーディが保有していたメモリープレートのメロディと、未沙が地球の遺跡から発見し解読した歌詞を合わせて完成した古代星間文明の流行歌「愛・おぼえていますか」を歌い、戦うことしか知らない敵異星人たちに失われた「文化」をよみがえらせ、戦争を終結に導く。
本作品は公開当初はテレビシリーズとの違いはパラレルワールドという解釈であったが、のちに「第一次星間大戦の戦勝20周年を記念して（マクロス世界における）2031年に作られた映画」という設定となった。戦局を勝利に導いたリン・ミンメイの功績をフィーチャーしたことから、クレジットでは本作の「主演」と記されている。
テレビ版第2話で、一条輝の駆るバルキリーから空中に放り出され、アクロバットのすえに機内に収容されるシーンがあるが、劇場版序盤で同様のシチュエーションが再現される場面では、落下して間もなく気を失う。のちに『マクロスF』第2話でも同様のシーンが描かれる。

#### 超時空要塞マクロス THE FIRST
2009年に『マクロスエース』で連載開始された漫画『超時空要塞マクロス THE FIRST』では美樹本晴彦によってデザインがリニューアルされている。新しいチャイナドレスはゆづか正成のデザイン。また、新たに「おこげ」という耳の長い「フェレットらしき生き物」を飼っている。

#### 超時空要塞マクロス Flash Back 2012
戦争終結から2年後の2012年8月、「さよならサマーコンサート」を成功させる。『超時空要塞マクロス Flash Back 2012』ではそのステージと、宇宙移民船メガロード-01の旅立ちが描かれる。劇場版の身の上話で語られた家出シーンがあるほか、10年後のイメージ（喪服姿）など、さまざまな未来像が登場する。

#### 後日談
『マクロス7』終了後に発表された作品世界の年表では、2016年、メガロード-01が銀河系中心部で消息を絶ったと設定されている。『Flash Back 2012』ではミンメイがメガロード-01に乗艦したかどうかは明確にされておらず、年表公開当時の記事でも、ミンメイは2012年に引退し生涯独身だったとする記述が存在したが、プレイステーション用ゲーム『超時空要塞マクロス 愛・おぼえていますか』の特典「リン・ミンメイのさよならメッセージカード」には、メガロード-01に乗艦したミンメイからのメッセージとして、2016年7月7日付けで、メガロード-01はダークホールから聞こえる謎の歌声を追って、未知の宇宙へと旅立つとする旨が記されている。この情報は新統合政府が非公開にしたため、公にはメガロード-01は宇宙を航行中と信じられている。
その後、2031年公開の映画「愛・おぼえていますか」が大ヒットし、ミンメイブームが再燃。主題歌「愛・おぼえていますか」を含む往年のヒットナンバーも愛唱歌（懐メロ）として定着する。ミンメイは宇宙大戦を終結に導いた伝説の歌姫として歴史に名を残し、「マクロスシリーズ」の作品にたびたびその名が登場することになる。「歴史上の偉人」として、ときに偶像崇拝的な描かれ方もされている。
超時空要塞マクロスII -LOVERS AGAIN-
舞台は2090年代。歌による異星人撃退戦術が「ミンメイ・アタック」と命名される。小説版では「ミュージカル女優に転身し、生涯独身だった」と語られている。
マクロスプラス
舞台は2040年。ヒロイン、ミュンの友人ケイト・マッソーがカラオケボックスで「私の彼はパイロット」を歌う。
マクロス7
舞台は2045年から2046年。マクロス7船団の居住区（シティ7）において、伝記ドラマ「リン・ミンメイ物語」が放送され、視聴率94%を記録する。ミンメイ役はミレーヌ・フレア・ジーナス、一条輝役は熱気バサラ。また、ミンメイの功績をもとに統合軍内部でプロジェクトMが進行し、彼女の熱狂的ファンである軍医Dr.千葉は独自に「歌エネルギー理論」を考案、実証し、対プロトデビルン戦において絶大な威力を発揮する。
マクロス7 銀河がオレを呼んでいる!
舞台は2046年。リン・ミンメイに憧れるエミリア・ジーナス（マックス、ミリア夫妻の五女）が登場する。
マクロス7 トラッシュ
舞台は2046年。功績を讃え毎年オーディションで「ミス・ミンメイヴォイス」が選ばれる。ヒロインのエニカ・チェリーニは2046年度の合格者。
マクロス・ジェネレーション
舞台は2046年。ミンメイの再来といわれる歌手カナリー・ミンメイが登場する。ヒロインのパッセルはミュージカル「リン・ミンメイ物語」の主役を目指している。
マクロス VF-X2
舞台は2050年から2051年。最終ステージの作戦コード「Remember Love（愛・おぼえていますか）」にちなみ、部隊コードが「ミンメイ」となる。
マクロスF
舞台は2059年。マクロス・フロンティア船団の伝統の祭典として「ミス・マクロス・フロンティア・コンテスト」が開催されており、出場したヒロインのランカ・リーが「伝説の曲」である「私の彼はパイロット」を歌う。またランカをスカウトした芸能プロ社長エルモ・クリダニクの名刺のメールアドレスが「minmay」になっており、ランカの兄オズマを説得する際にも戦争を終結に導いた彼女の偉業を引き合いに出す。
最終話では民間軍事プロバイダS.M.Sのオーナーであるゼントラーディ人、リチャード・ビルラーがもつロケットのなかに入れられたミンメイの写真が映される。
本作の脚本家吉野弘幸は2人のヒロインについて、ランカはテレビ版のミンメイ、シェリル・ノームは劇場版のミンメイをモデルにしたと述べている。
マクロスΔ
舞台は2067年。ヒロインのフレイア・ヴィオンが、憧れる歌手のひとりとして名を挙げる。
ミンメイの名声もあって知名度を得た「娘々」（にゃんにゃん）は、その後向かいに住んでいた知人の少年、よっちゃんが引き継いで各移民船団にチェーン展開を行い、『マクロスF』では50周年を迎えており、第1話ではミンメイをモチーフにしたキャラクターの登場する店のCMが描かれている。

## 歌唱曲
以下、説明中に作詞者・作曲者が記載されていない曲は、阿佐茜（制作スタッフの共同ペンネーム）作詞、羽田健太郎作曲である。

### 作品中の歌唱曲
シンデレラ
飯島真理作詞・作曲のアカペラナンバーで、テレビ版の時点では未発表曲。第4話「リン・ミンメイ」で、閉鎖区画での生活時にミンメイが歌う。飯島のセカンドアルバム『blanche』には歌詞が異なり、伴奏が付いたヴァージョンが収録されている（マクロスのベスト盤CD『マクロス・ザ・コンプリート』にも収録）。作中のヴァージョンはOVA『超時空要塞マクロス -Flash Back 2012-』にビデオクリップとして収められている。
私の彼はパイロット
テレビ版・劇場版で使用。
ミンメイのデビュー曲。作詞者は番組プロデューサーの岩田弘で、タイトルは麻丘めぐみのヒット曲「わたしの彼は左きき」に由来する。当初歌詞が1番（Part I）しかなかったが、ファンの反響の大きさから2番（Part II）も追加制作された。
小白竜（シャオ・パイ・ロン）
テレビ版・劇場版で使用。
マクロス艦内で製作・公開されたミンメイ主演のカンフー映画「小白龍」の主題歌。
0-G Love（ゼロ・ジー・ラブ）
テレビ版・劇場版で使用。劇場版では、閉鎖区画での生活時に流される。
SUNSET BEACH
劇場版では、バルキリーを使用した土星でのデートの場面で使用。
シルバームーン・レッドムーン
テレビ版・劇場版で使用。
マイ・ビューティフル・プレイス
テレビ版のみの使用。故郷（地球）を追われても帰還を願うマクロス乗員の思いを表す曲として使用されている。
愛は流れる
テレビ版のみの使用。第27話のサブタイトルにもなっているキーナンバー。「リリー・マルレーン」ふうの曲をイメージしている。原曲はスローテンポだが、27話のクライマックスシーン用にマーチ風アレンジの「Part II」が制作された。「Part II」はベストアルバムなどに歌詞の1番分しか収録されておらず、全曲収録はOVA『超時空要塞マクロス -Flash Back 2012-』のビデオクリップのみである。
やさしさSAYONARA
テレビ版のみの使用。ミンメイの歌唱曲にしては珍しくムード歌謡調の旋律。第36話（最終回）のサブタイトルにもなっている。最終回のラストシーンで使用されているピアノソロヴァージョンは収録音源がない。
ランナー
通常の藤原誠ヴァージョンに代わり、テレビシリーズ最終回のエンディングで「リン・ミンメイヴァージョン」が使用されている。この曲の歌詞は3番までだが、第25話「バージン・ロード」でミンメイが「幻の4番」を歌う。
愛・おぼえていますか
劇場版『超時空要塞マクロス 愛・おぼえていますか』の主題歌。作詞は安井かずみ、作曲は加藤和彦、編曲は清水信之。
天使の絵の具
劇場版のエンディングテーマ。詳細は「超時空要塞マクロス 愛・おぼえていますか#エンディングテーマ」を参照。作詞・作曲は飯島真理、編曲は清水信之。
タイトル不詳曲
テレビシリーズ第17話「ファンタズム」で、ミンメイがシャワーを浴びながらハミングする。飯島真理のファーストアルバム『Rosé』の2曲目「まりン」の歌いだしのメロディーと一致している。同シーン引用元の第4話では、台詞のみでハミングはない。

### その他の歌唱曲
星のささやき
『超時空要塞マクロスIII Miss D.J』（後述）に収録された、架空の深夜ラジオ番組のタイトルナンバー。
Friends 〜時空を越えて〜
『マクロス』放送15周年企画の一環として、1997年に発売されたシングルCD。作詞・作曲は飯島真理。『マクロス7』のヒロイン、ミレーヌ・ジーナス（桜井智）とのデュエット曲で、イースト・ウエスト・ジャパン、ビクターエンタテインメントの2社から「ミンメイヴァージョン」「ミレーヌヴァージョン」の2種類が発売された（美樹本晴彦作のジャケットイラストやカップリング曲が異なる）。
Why?
『MARI IIJIMA sings LYNN MINMAY』に収録された、飯島真理作詞・作曲の新曲。早瀬未沙を選んだ一条輝に対するミンメイの思いを、飯島の視点で綴ったナンバー。

## 関連作品

### 小説
夢みるプレリュード My Fair Minmay
ミス・マクロスコンテスト優勝から歌手デビューにかけての裏話的なサイドストーリー。5話構成で、テレビシリーズのシナリオ・スタッフ（大野木寛、富田祐弘、石黒昇、松崎健一、星山博之）が執筆を分担している。1983年、徳間アニメージュ文庫刊。

### ドラマレコード
超時空要塞マクロスIII Miss D.J
ミンメイがパーソナリティーを務める深夜ラジオ番組「星のささやき」を収録。番組ゲストの一条輝とのデュエットも聴ける。マクロス艦内でオンエアという設定となっており、途中で空襲警報発令などの演出が組み込まれている。脚本は富田祐弘、ジャケットは美樹本晴彦。石黒昇、松崎健一らもゲストキャラクター役で出演している。1983年、ビクター音楽産業（現：JVCケンウッド・ビクターエンタテインメント）より発売。
このドラマレコードは、現在のドラマCDと呼ばれているジャンルの先駆けとなった作品のひとつである。とくにミニドラマの挿入や、アニメに登場するキャラクターをD.Jにする作中作を盛り込んだ形式は、のちのさまざまな作品に大きな影響を与えている。また、飯島真理は1984年に文化放送のラジオ番組『ミスDJリクエストパレード』の木曜日パーソナリティーを務めている。
ラジオ番組内ではミンメイのオリジナルソングのほか、以下のような往年の曲をカヴァーしている。
- 悲しき16歳 - ケーシー・リンデンの1960年のヒット曲。日本ではザ・ピーナッツなどがカヴァーした。
- イエスタデイ - ビートルズの曲。
- スカボロ・フェア - サイモン・アンド・ガーファンクルのカヴァー曲が有名。
- 港が見える丘 - 平野愛子の1947年のヒット曲。この曲から横浜市中区の港の見える丘公園が名付けられた。
- 風に吹かれて - ボブ・ディランの代表曲のひとつ。ピーター・ポール&マリーのカヴァーもヒットした。
- ふるさと - 日本の童謡。
- リリー・マルレーン - 第二次世界大戦中の流行歌。加藤登紀子訳によるいわゆる日本語詞。後述のように、この曲はミンメイのキャラクター像のヒントにもなっている。

### 企画CD
マクロス7 Mylene Jenius sings Lynn Minmay
『マクロス7』のヒロイン、ミレーヌ・ジーナス（桜井智）がミンメイの歌9曲をカヴァー。また、飯島真理が桜井智に新曲「あなたへのLOVE SONG」を提供している。1995年、ビクターエンタテインメントより発売（2008年に再発売）。
MARI IIJIMA sings LYNN MINMAY
『マクロス』放送20周年企画の一環として、飯島真理がミンメイの曲のアレンジ、セルフカヴァーを担当したアルバム。新曲「Why?」を収録している。2002年、ビクターエンタテインメントより発売。

### ゲーム
MISS MACROSS
PC-8800シリーズ用のパズルゲーム。徳間書店より1984年に発売。
歌マクロス スマホDeカルチャー
2017年にDeNAより配信が開始されたスマートフォン向けリズムゲーム。歴代シリーズ作品の歌姫のひとりとしてミンメイが使用可能で、台詞は飯島による新録となっている。

## 制作
企画当初はサブキャラクターだったが、キャラクターデザインを務める美樹本晴彦が描いたチャイナドレスのスケッチがもとで中華料理屋の看板娘という設定になり、マクロスのブリッジへ出前を届けるシーンも考えられていた。企画初期の名前は「斉 明美（サイ・ミンメイ）」だった。作品序盤で目立ちつつ、本命のヒロイン早瀬未沙と交代し、物語の本筋に絡まないまま終わるはずだったが、制作過程において第二次世界大戦期の流行歌「リリー・マルレーン」のイメージで、敵異星人をも魅了する歌い手という設定が与えられ、彼女が戦意高揚映画の主役に抜擢されるという筋書きも検討された。さらに美樹本のアイデアで、松田聖子や中森明菜をモデルにアイドル歌手という設定になった。
原作を務めるスタジオぬえの一員として携わった河森正治は『マクロス』について「輝をめぐってのヒロインとスターの物語だと思っています」と述べ、未沙をヒロインとしつつ「ミンメイは決してヒロインではありません。どこまでいってもアイドルスターなわけです」と位置づけている。また河森と美樹本は、性格が良く可愛いという従来の「都合の良いヒロイン」へのアンチテーゼとして、多少性格の悪い部分もある、全員に好かれなくてもいいキャラクターとしてミンメイを設定した。劇場版では落ち着いた作風に合わせて「努力家」へ設定変更され、従来のアニメファンも比較的感情移入しやすいキャラクターとなった。

## 反響
徳間書店のアニメ雑誌『アニメージュ』の「アニメグランプリ」では、1983年に発表された第5回のキャラクター部門で第3位、1984年に発表された第6回の女性キャラクター部門で第4位、劇場版公開後の1985年に発表された第7回の女性キャラクター部門で第5位に選ばれている。第5回は『超時空要塞マクロス』の登場人物のなかでもトップの順位だったが、第6回、第7回では未沙に抑えられた。
『アニメージュ』1983年11月号の読者投票企画では「私のキライなキャラBest 10」の第1位にも選ばれた。
1983年に発売された秋田書店のムック『マクロスグラフィティ』で発表された人気投票でも、「ミス★マクロス」（女性キャラクター部門）で未沙に次ぐ第2位となった。
後年に「マクロスシリーズ」が確立して以降のシリーズ内キャラクター人気投票では毎回高順位を獲得しており、2010年に雑誌『マクロスエース』で2度にわたって発表されたランキングの女性キャラクター部門ではどちらも第2位、2019年にNHK BSプレミアムで放送された『発表！全マクロス大投票』のキャラクター部門では総合第4位、アイティメディアが運営するウェブサイト「ねとらぼ調査隊」が2021年以降に実施しているアンケート「あなたが好きなマクロスシリーズの歌姫は？」では、最高で第2位（2022年）を記録している。

## 日本国外版

### ロボテック
「ロボテック・シリーズ」の第一世代『ロボテック：マクロス・サーガ (英: Robotech : The Macross Saga) 』においては、持ち歌や声優（ レベッカ・フォースダット 、リーバ・ウェスト名義 ）の相違を除いて、ほぼ同じ展開をたどる。
「ロボテック」版の独自作品である『ロボテック：II センチネルズ (英: Robotech II: Sentinels) 』や、最初の『マクロス・サーガ』から33年後の時代を描いた漫画単行本の『ロボテック：シャドウ・クロニクルへの序曲 (英: Robotech: Prelude to the Shadow Chronicles) 』では、一条輝に相当する人物であるリック・ハンター (英: Rick Hunter) と、早瀬未沙に相当する人物であるリサ・ハイエス (英: Lisa Hayes) がプロトカルチャーの末裔の一派であるゾル人が母星としている衛星ティロル (英: Tirol) への外交任務への出発に際し元ゼントラーディ工場衛星「イコーリィティ (factory satellite "Equality") 」で大々的に開催された結婚式にジャニス・イー・エム (英: Janice Em)とともに主賓として招かれ、ジャニスと一緒にデュエット曲　"Together"（一緒に）を披露する。
ふたりの結婚式典のあとは地球に戻る予定であったが、工場衛星からの帰途において偶発的事故により、遠征艦隊軍 (英: United-Earth Expeditionary Force 略語：UEEF ) 艦艇の生成したフォールド球に乗艇が巻き込まれ、旗艦である超時空要塞艦SDF-3 パイオニア (英: SDF-3  Pioneer) に同行せざるを得なくなる。
望まぬかたちでリックとリサの仲睦まじい状況を見ることにいたたまれず、救助回収された際に好意を寄せた人物、ジョナサン・ウルフ (英: Jonathan Wolfe) 大佐 に対して、妻と息子がいることを知りながら横恋慕をする。
前記 アカデミー（Academy）社のロボテック II：『センチネルズ』 や、 ワイルドストーム（Wildstorm)社の『シャドウ・クロニクルへの序曲』 では、衛星ティロルに到着後もジャニス・イー・エムとともにユニットを組み歌手活動を続けていたが、その影響力を利用しようとした謀反軍のトーマス・ライリー・エドワーズ准将（T.R.Edwards）に幽閉される。

### Super Dimension Fortress MACROSS
アメリカのADVフィルム社が2006年より発売しているDVD、Super Dimension Fortress MACROSSでは、オリジナルを演じた飯島が22年ぶりに英語の台詞でミンメイ役を務めている（日本国内では未発売）。